# BMW 5er

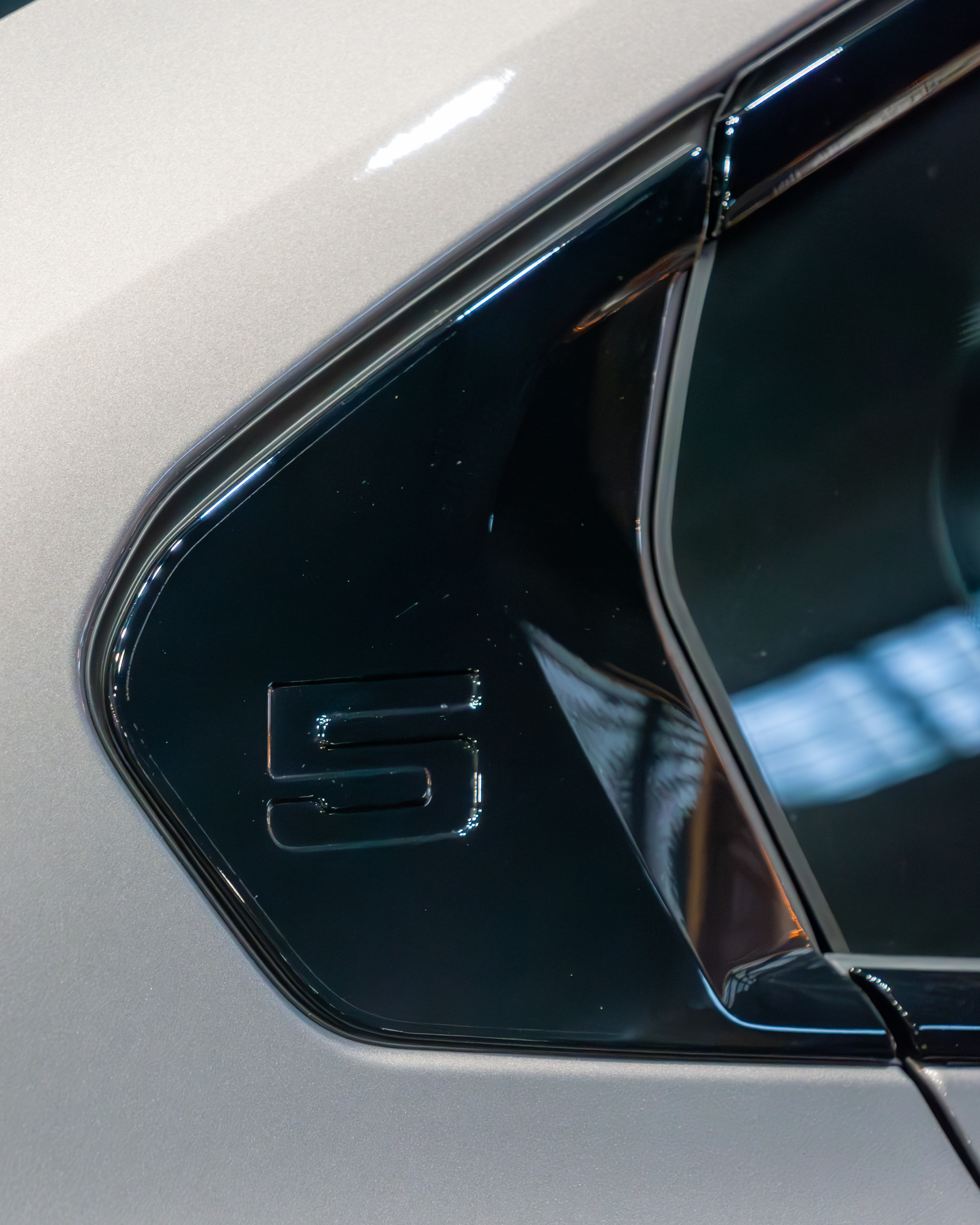
Modellreihenbezeichnung in hinteren Fensterrahmen an einem i5, 2024

Der BMW 5er ist eine Modellreihe der oberen Mittelklasse des Herstellers BMW. Sie wird seit Sommer 1972 angeboten und ist das Nachfolgemodell der „Neuen Klasse“. Seit 1991 gibt es auch eine Kombi-Variante (Firmenbezeichnung Touring).
Die Bezeichnung des BMW 5er stand für eine Neuordnung innerhalb des BMW-Programms, und der 5er war das erste Modell innerhalb dieser Modell-Klassifizierung, die auf den damaligen BMW-Marketing-Vorstand Bob A. Lutz zurückgeht. Später wurde diese Art der Modellbezeichnung (3er, 5er, 7er) auf das ganze Herstellungsprogramm übertragen. Mercedes und Audi folgten später mit vergleichbaren Fahrzeugbezeichnungen einer ähnlichen Ordnungslogik (E-Klasse, Audi A6). Mitbewerber am Markt in der Fahrzeugklasse des BMW 5er sind beispielsweise die Modellversionen der Mercedes-Benz E-Klasse, des Audi A6, des Genesis G80, des Volvo S90, des Jaguar XF oder des DS 9.
Von September 2009 bis September 2017 war auch eine Fließheckvariante mit der Bezeichnung GranTurismo erhältlich, die mit Teilen des 7er von BMW schon zur Oberklasse gerechnet wurde. Der Nachfolger wurde als BMW 6er Gran Turismo im Herbst 2017 vorgestellt.
Bis Mitte 2023 wurden insgesamt über 10 Millionen 5er hergestellt.

## Die Baureihen im Überblick

### 5er-Modelle der oberen Mittelklasse
- BMW E12 (September 1972 bis Juli 1981; in Südafrika bis 1985), viertürige Limousine als direkter Nachfolger der „Neuen Klasse“
- BMW E28 (Juli 1981 bis Dezember 1987), erstmals auch als „M5“
- BMW E34 (Dezember 1987 bis Dezember 1995), erstmals auch als Kombi „Touring“ (September 1991 bis Juni 1996), erstmals auch Allradantrieb möglich
- BMW E39 (September 1995 bis Juni 2003; Touring: März 1997 bis April 2004), den M5 nicht mehr als Kombi, Allradantrieb nicht mehr im Programm
- BMW E60 (Juli 2003 bis März 2010; Touring: April 2004 bis September 2010), erstmals auch als Langversion für den chinesischen Markt, M5 auch wieder als Kombi, Allradantrieb xi/xDrive auch wieder möglich
- BMW F10 (Januar 2010 bis Januar 2017), ein Facelift zum F10 erschien im Juli 2013.
- BMW G30 (seit Februar 2017, Kombi G31 Mitte 2017)[3] der BMW M5 ist eine eigenständige Modellreihe BMW F90 (seit September 2017).[4] Ein Facelift zum G30 erschien im Juli 2020 als G30 LCI (der Kombi als G31 LCI im November 2020).[5]
- BMW G60 (seit Oktober 2023, Kombi G61 Mitte 2024)[6]

### Bildübersicht

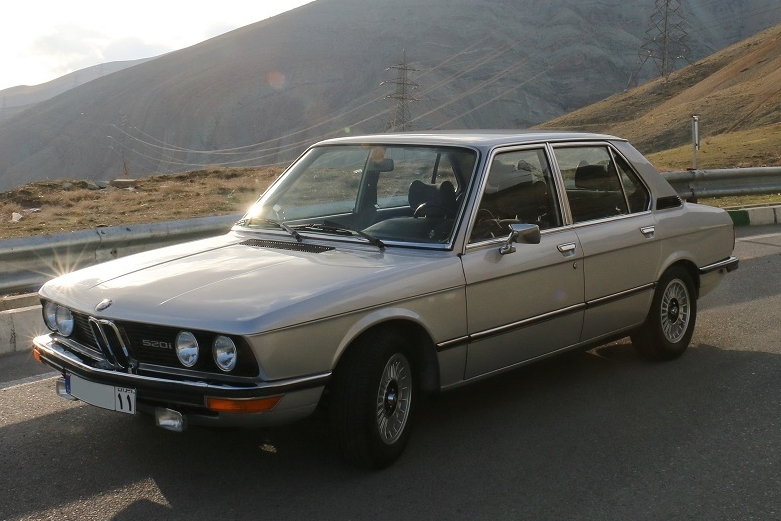
BMW E12, 1972–1981
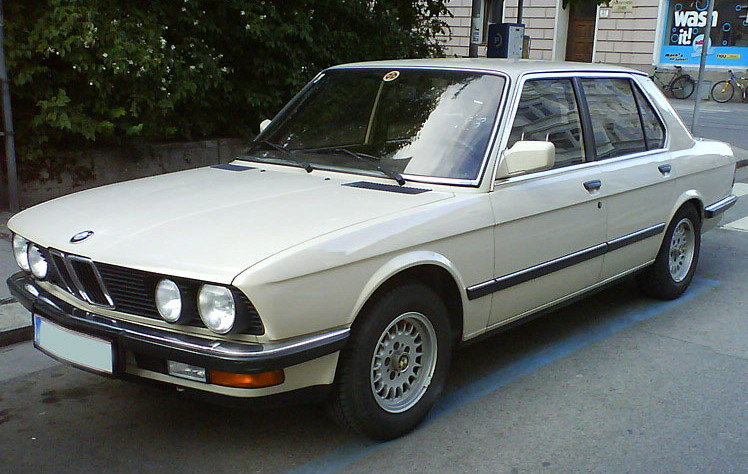
BMW E28, 1981–1987
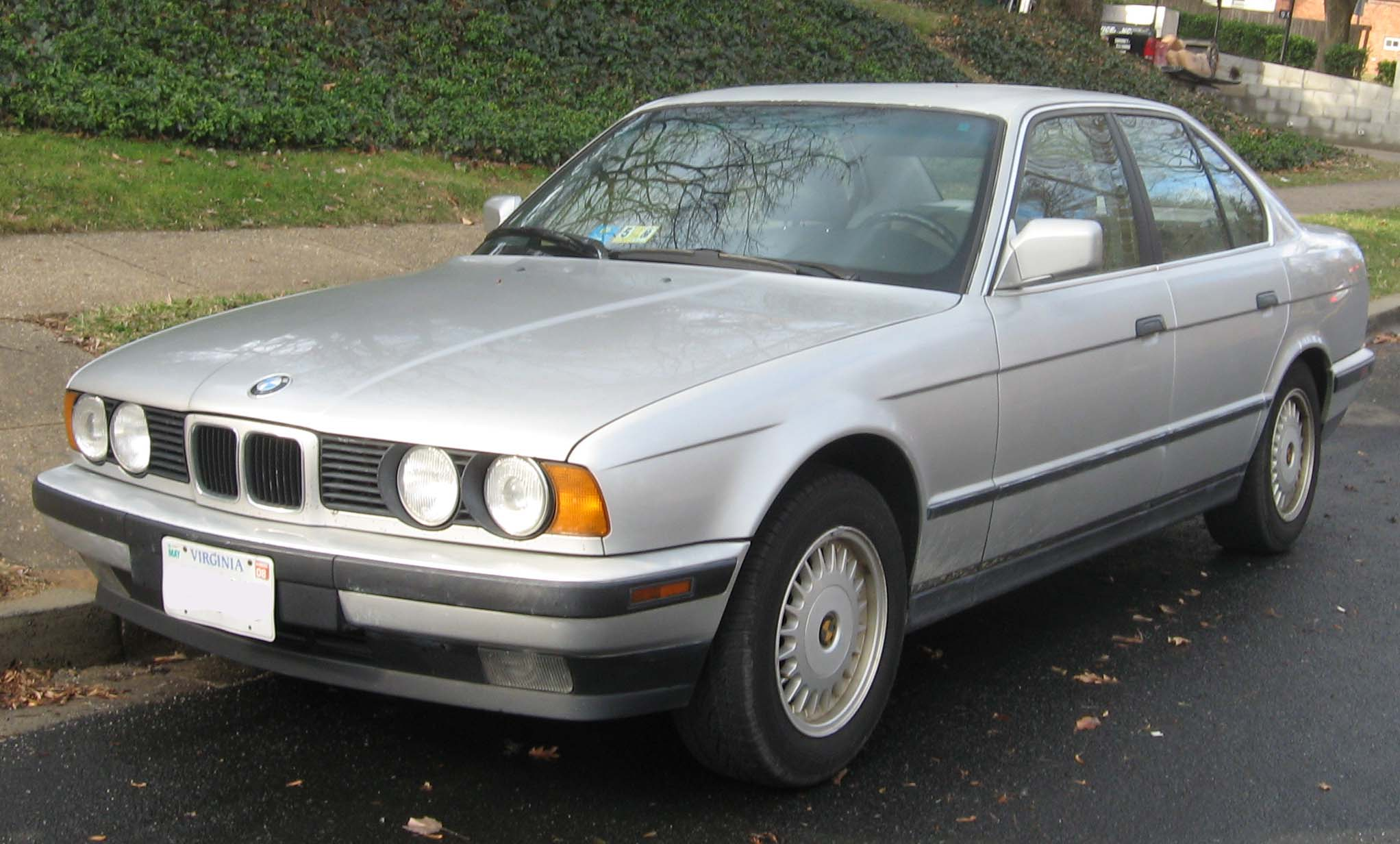
BMW E34, 1988–1996
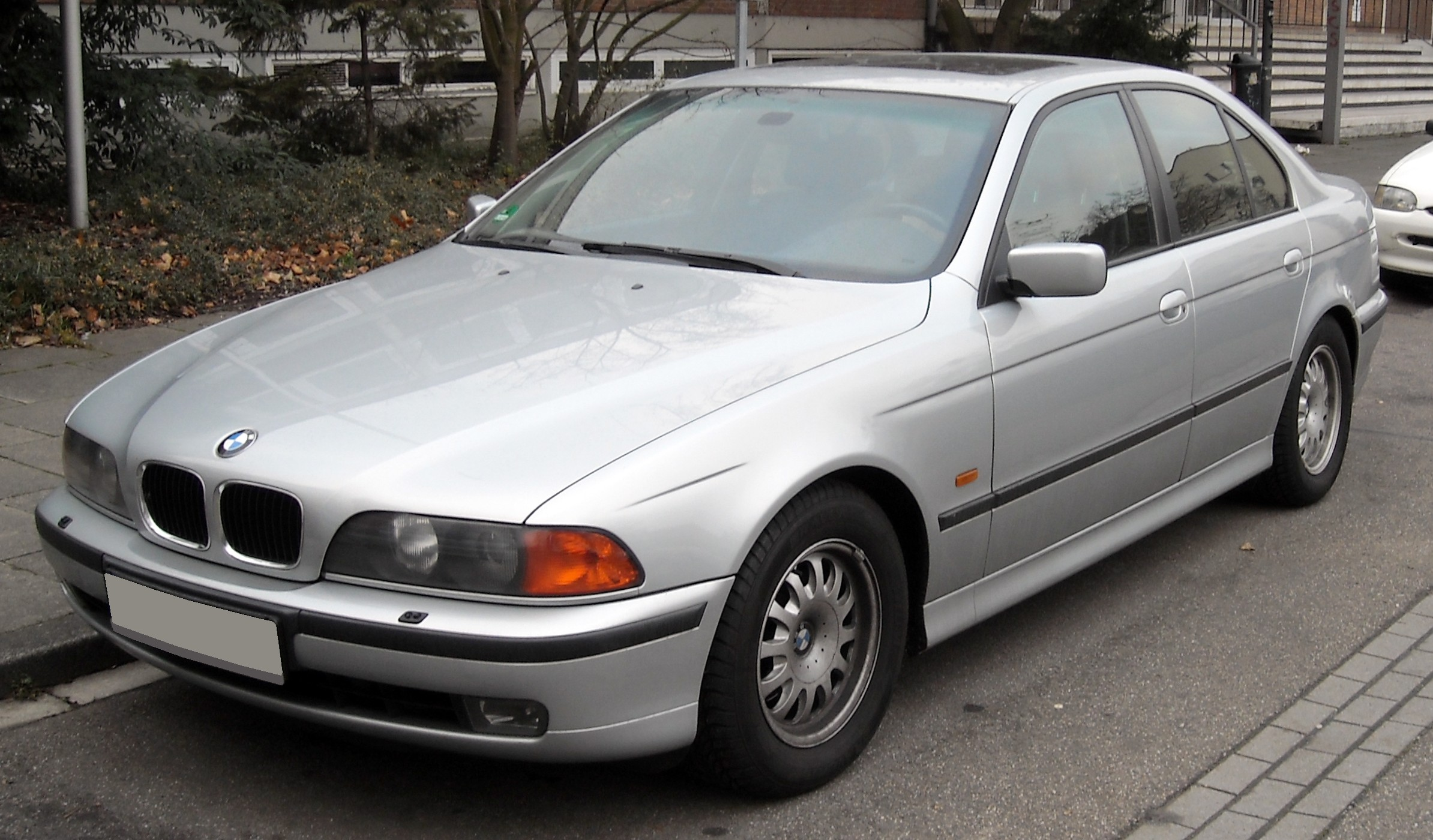
BMW E39, 1995–2004
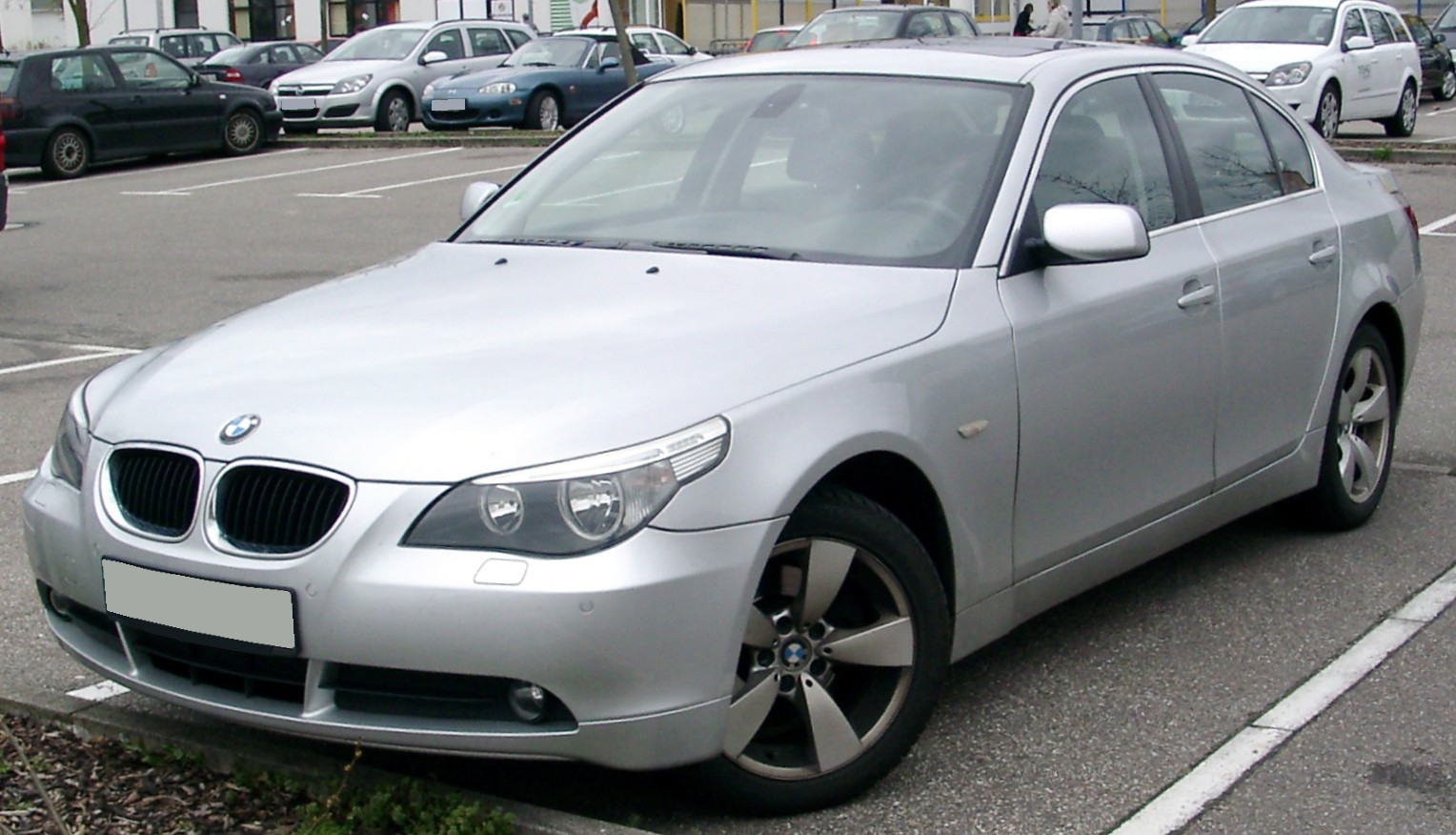
BMW E60, 2003–2010
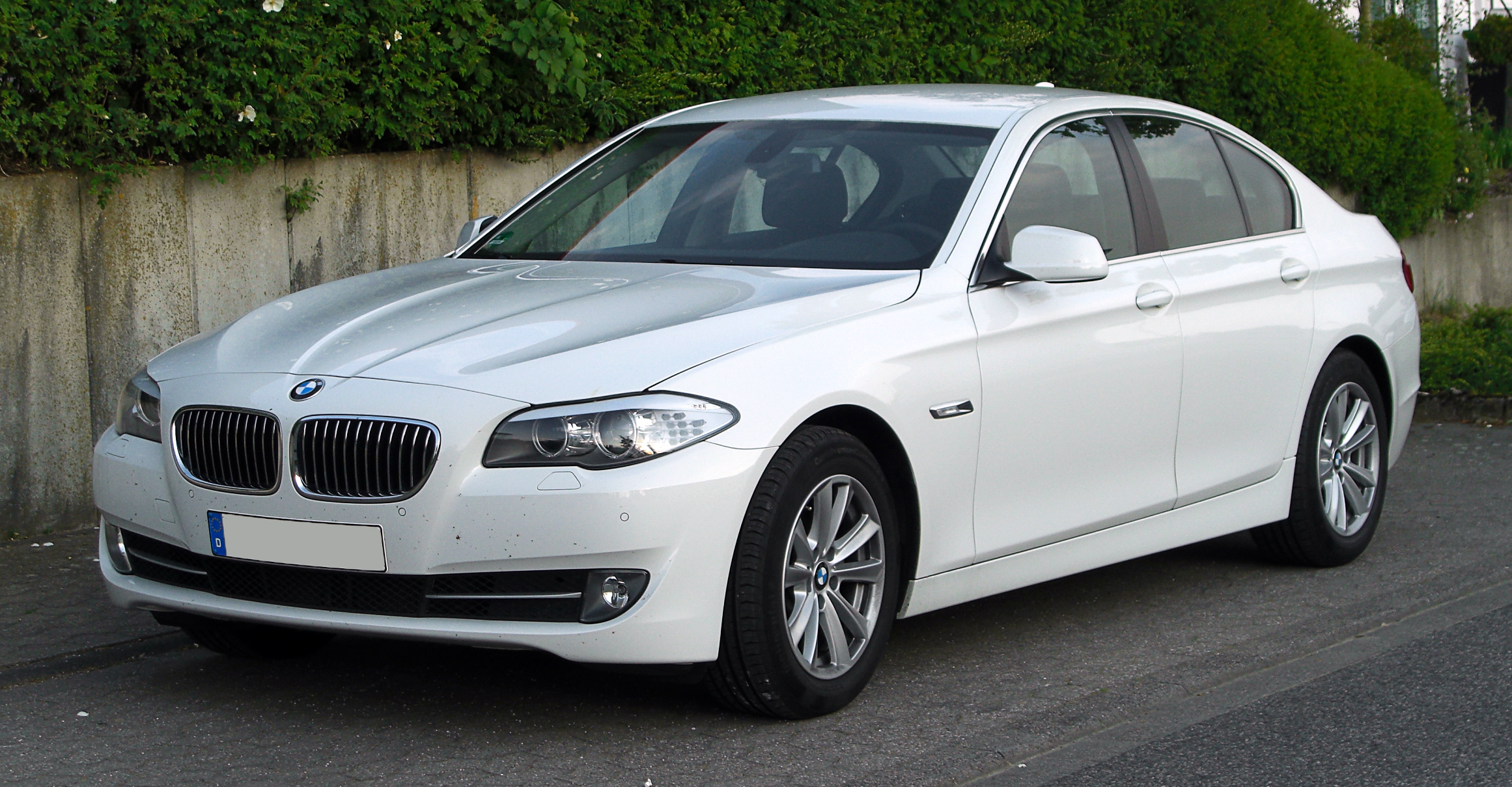
BMW F10, 2010–2017
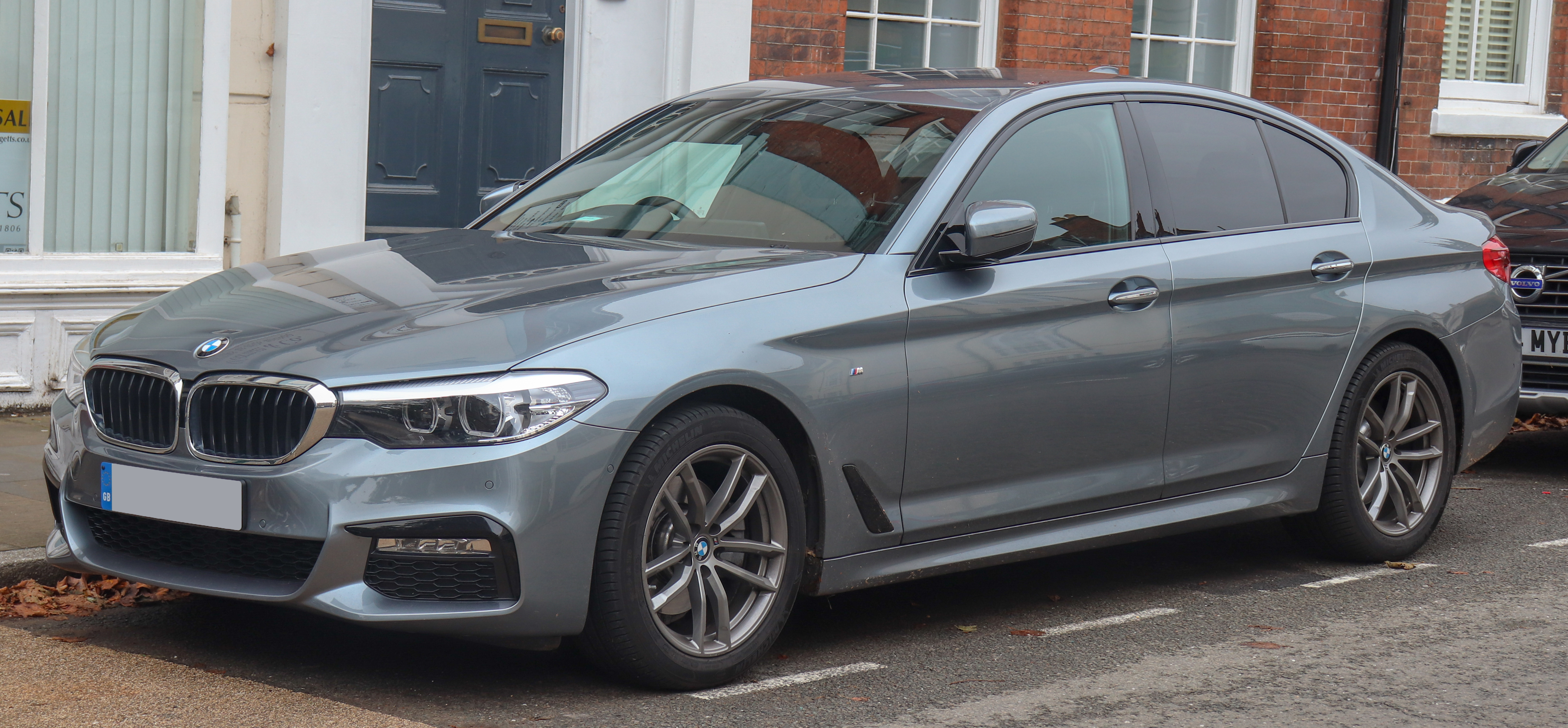
BMW G30, 2017–2023
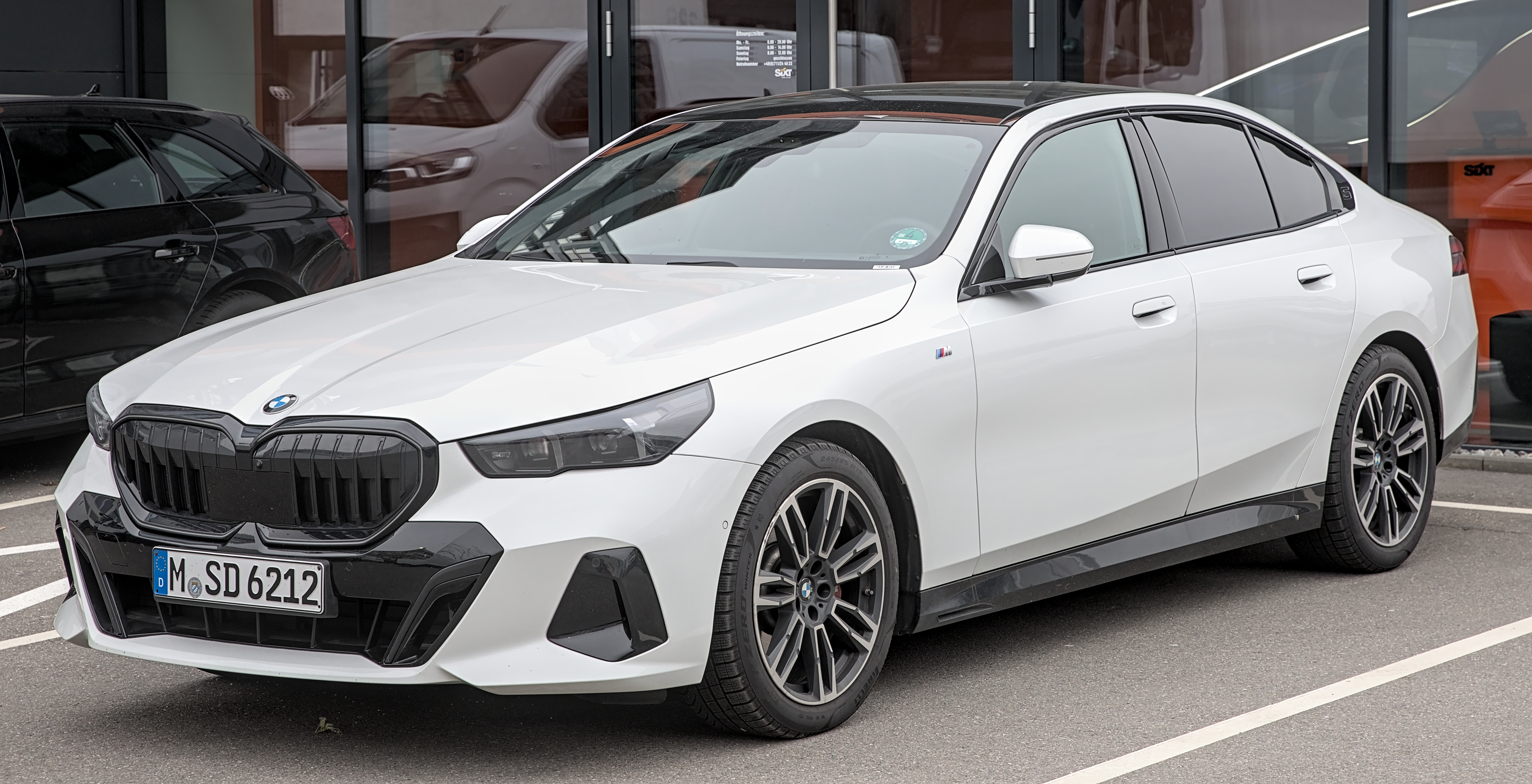
BMW G60, seit 2023

In der 5er-Reihe angesiedelt, aber als Oberklasse-Fahrzeug „5er GT“ vermarktet wurde der BMW F07 (September 2009 bis Mai 2017).

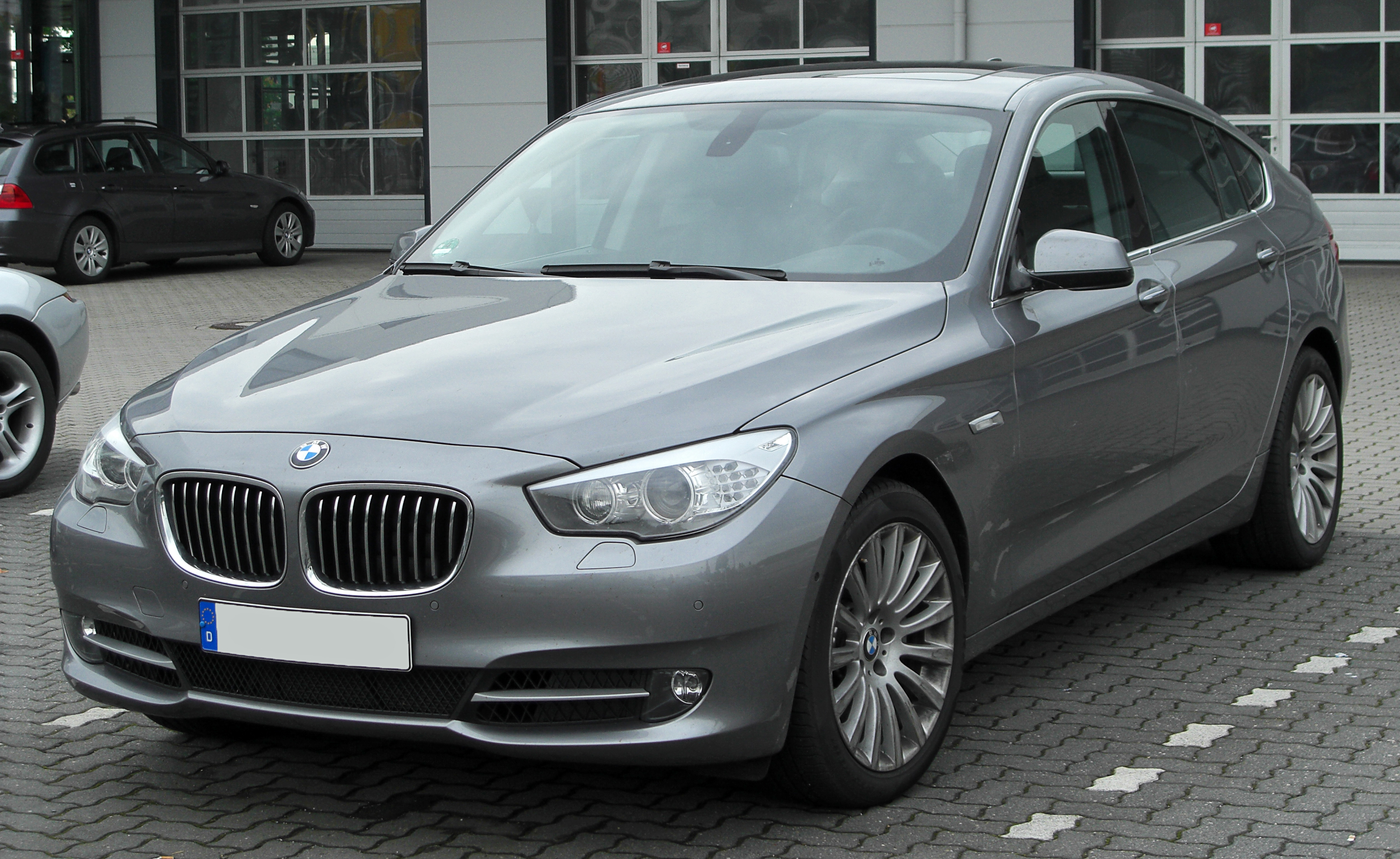
BMW F07, 2009–2017

Der Nachfolger des 5er GT wurde zwischen 2017 und 2023 als 6er GT vermarktet.

## Zeitleiste der Modellvarianten des BMW 5er
LCI steht BMW-intern für Life-Cycle-Impulse, gleichbedeutend mit MUE für Modellüberarbeitung.

## Stückzahlen
Am 16. März 2007 feierte BMW anlässlich der 40-Jahr-Feier des Werks Dingolfing die Fertigstellung des sieben-millionsten Fahrzeugs. Es handelte sich dabei um einen 535d, der an einen Kunden in Frankreich ging. Am 18. November 2009 wurde im BMW-Werk Dingolfing der 5.555.555. BMW 5er gebaut. Es handelte sich dabei um einen 525d xDrive, den der Nationalpark Bayerischer Wald als Spende erhielt.
Von 1972 bis April 2016 wurden über 7,5 Millionen 5er-BMWs hergestellt.